# Sébastien Rongier
Pour les articles homonymes, voir Rongier.
Sébastien Rongier est un écrivain français, philosophe, théoricien du cinéma, professeur de Culture Audiovisuelle et Artistique en région parisienne.
Sa réflexion porte principalement sur les formes de duplication (entre même et différence) allant de l'ironie, à la figure du fantôme en passant par le remake au cinéma, les questions de relation entre les arts (le cinéma dans l’art contemporain ou la littérature), ou encore la question du readymade chez Duchamp.

## Biographie
Il signe plusieurs romans, dont Ce Matin (Flammarion) en 2009 et 78 (Fayard). Il y retrace avec un caractère autobiographique la France de 1978, dans ses aspects sociaux, politiques, mais avec cette douceur de l'enfance qui le caractérisait à l'époque,.
Par ailleurs, il publie régulièrement, via Remue.net ou des journaux papier de cinéma des analyses et des essais, et intervient fréquemment lors de conférences et colloques sur des thèmes littéraires, philosophiques et cinématographiques.
Il a été président de l'association de la revue Remue.net de 2010 à 2014, et directeur de la collection Art, pensée & Cie chez Publie.net jusqu'en 2015.
Il a également publié en septembre 2017 chez Pauvert-Fayard Les désordres du monde. Walter Benjamin à Port-Bou, récit qui retrace les dernières années d’exil en France du philosophe allemand et la relation de l’auteur avec ce philosophe.
Il participe régulièrement à la programmation et à l’animation des rencontres remue.net proposées à la Maison de la poésie à Paris.

## Œuvres

### Fiction
- Je ne déserterai pas ma vie. - Bordeaux : Finitude, 2022. - 157 p. -  (ISBN 9782363391629). Roman inspiré par la vie de Mary Reynolds et Marcel Duchamp.
- Les Désordres du monde. Walter Benjamin à Port-Bou, récit, Pauvert-Fayard, 2017
- 78, Fayard, 2015
- Ce matin, Flammarion, 2009

### Essais
- Irma Vep d'Olivier Assayas, Editions Atlande, Editions Atlande, 2024.
- The Party, de Blake Edwards, Gremese, 2023
- Alma a adoré - Psychose en héritage[13], Marest éditeur, 2019
- Duchamp et le cinéma, Les Nouvelles éditions Place, 2018
- Théorie des fantômes, Les Belles-Lettres, 2016
- Cinématière, éditions Klincksieck, 2015
- De l’ironie, éditions Klincksieck, 2007